# (9038) Helensteel
(9038) Helensteel est un astéroïde de la ceinture principale.

## Description
(9038) Helensteel est un astéroïde de la ceinture principale. Il fut découvert le 12 novembre 1990 à Siding Spring par Duncan I. Steel. Il présente une orbite caractérisée par un demi-grand axe de 2,62 UA, une excentricité de 0,17 et une inclinaison de 14,4° par rapport à l'écliptique.

## Compléments